# Moonlight Sunrise
«Moonlight Sunrise» (рус. Мунлайт Санрайз; с англ. — «Восход луны») — второй англоязычный сингл, записанный южнокорейской гёрл-группой Twice. Выпущен 20 января 2023 года после предрелизной кампании лейблом JYP Entertainment при поддержке Republic Records в рамках двенадцатого мини-альбома Ready to Be, который вышел 10 марта 2023 года. Сингл входит в релиз «Moonlight Sunrise (The Remixes)», опубликованный 24 января 2023 года.

## История
21 декабря 2022 года группа в своём блоге опубликовала пост с картинкой и текстом «Twice / Our Youth» и подписью «First, 1/4 of 2023»,  сообщив, что второй английский сингл будет выпущен в январе 2023 года, спустя полтора года после выпуска первого английского сингла «The Feels». 3 января 2023 года группа опубликовала в своём блоге название нового сингла — «Moonlight Sunrise» и дату его выпуска — 20 января. Групповые фотографии и фотографии каждой участницы (в рамках концепта сингла) были опубликованы с 9 по 12 января. Два тизера музыкального клипа на «Moonlight Sunrise» были выпущены 17 и 18 января на видеоплатформе YouTube.

### Выпуск
Музыкальный клип и сингл были выпущены 20 января 2023 года. 22 января 2023 года было выпущено лирик-видео сингла, в котором девушки пишут каждую строчку из текста песни в формате SMS, адресуя их возлюбленному. 1 марта группа впервые показала хореографию сингла на премии Women in Music, а 7 марта выпустила видео, полностью посвящённое хореографии песни.
Релиз «Moonlight Sunrise (The Remixes)» был выпущен 24 января 2023 года лейблом JYP Entertainment на стриминговых сервисах. В релизе содержится песня «Moonlight Sunrise», ремиксы песни в жанрах клубной музыки, хауса и R&B и версия песни «Moonlight Sunrise» без вокала.

## Название
В интервью для People Чжихё рассказала, что один из композиторов трека вдохновился выступлением коллектива на финальном концерте «Twice 4th World Tour III» на стадионе «Banc of California»: «Во время тура мы танцевали под лунным светом, а один из композиторов песни был в зале. Его восхитило наше выступление. Эти эмоции в итоге и стали источником вдохновения для песни». Название композиции отражает сравнение в тексте чувств влюблённых с ярким лунным светом (Moonlight) и восходом солнца (Sunrise).

## Композиции
Трек «Moonlight Sunrise» написан в тональности до мажор с ритмом 125 ударов в минуту. Продюсерами композиции стали южнокорейские композиторы earattack, Ли Ухён и ряд других американских и южнокорейских авторов, которые написали текст песни и занимались цифровой обработкой композиции. Песня записана в жанре k-pop с элементами электронной танцевальной музыки и майами-бейса.
Тональность ремиксов песни «Moonlight Sunrise» не изменилась, но ритм клубного ремикса и хаус-ремикса возрос до 130 ударов в минуту, а ремикс в жанре R&B — до 118 ударов в минуту. Над оригинальной песней и ремиксами работали одни и те же композиторы.

## Музыкальное видео
Музыкальный видеоклип на «Moonlight Sunrise» был выпущен 20 января 2023 года на официальном YouTube-канале JYP Entertainment и набрал 43,5 миллиона просмотров за первую неделю, благодаря чему дебютировал на 4 месте в чарте 100 лучших клипов мира. По состоянию на 12 февраля 2023 года клип собрал 57 миллионов просмотров.
На протяжении всего видео девушки находятся в помещении с большим замком в форме сердца. Каждая из них находит ключ от замка, что в конце концов позволяет им этот замок открыть. В конце клипа изображён открытый замок и проезжающая машина без водителя. Также в клипе присутствуют отсылки к прошлым клипам группы: от «кухни» во вступлении клипа «Cheer Up» и броска кольца в бокал с коктейлем в «Alcohol-Free» до сидящей Чонён в машине и фокусов с картами в «Yes or Yes».
8 февраля 2023 года на официальном YouTube-канале Twice вышел первый эпизод документального фильма, который показал процесс съёмок видеоклипа. В фильме также сообщалось, что клип был снят в Республике Корее, в киностудии города Пхаджу, в конце 2022 года. 15 февраля вышел второй эпизод документального фильма который показал процесс съёмок в локациях с Дахён, Миной и другими певицами. Также в фильме показаны съёмки последних сцен с Чхэён и общий танец группы, который девушки танцевали во время последнего припева.

## Критика
Дивьянша Донгре из Rolling Stone отметила, что песня «излучает романтику», и особенно выделил «синти-поп-аранжировку, усиленную влиянием хауса». Дивьянша положительно оценила мелодию композиции, назвав её «сказочной» и добавив, что она «вдыхает жизнь в текст песни и рассказывает об актуальности любви». Особенно она отметила, как в песне «певицы страстно признаются в любви: „Милый, я не хочу торопить события (англ. Baby, I don’t really mean to rush) / Но мне, правда, будет нужно твоё прикосновение (англ. But I’ma really need your touch) / Если я переживу эту ночь (англ. If I’ma make it through the night), / Со мной лунный свет (англ. I got the moonlight) / И текила-санрайз (англ. Tequila sunrise) / Ха, давай, попробуй, ты попался! (англ. Uh, come take a shot on me, I got ya!)“». Также рецензент высоко оценил компьютерную графику и сюжет видеоклипа.
Джошуа Минсу Ким в интервью для National Public Radio, сказал, что «Moonlight Sunrise» — «одна из самых захватывающих песен англоязычных композиций k-pop-групп», и похвалил её «точную интерпретацию» жанра атланта-бейс.

Про жанр рассказала сама участница группы, Чхэён: «теперь майами-бейс — изюминка Twice». Но Джошуа Минсу Ким из National Public Radio отмечает, что «в песнях группы всегда были черты майами-бейса», приводя в пример «Basics» из альбома Between 1&2, «Likey» и «TT». Но теперь, по его мнению, «этот жанр полностью раскрылся в их новой песне».
| Оценки критиков | Оценки критиков |
| Источник        | Оценка          |
| --------------- | --------------- |
| IZM             | [ 31 ]          |
| NME             | [ 32 ]          |

Ли Хонхён из IZM отметил, что «Twice, желая пробраться в мировую индустрию, смогли сохранить изюминку и не потерять индивидуальность». Он также сравнил новый сингл с другими песнями Twice: «в самом начале песня напоминает „Feel Special“ в жанре EDM, но далее переходит в жанр атланта-бейс». В то же время Хонхён указал на сходство сингла с «Levitating» Дуа Липы. Также он обратил внимание на то, как «девушки смело кричат о своих чувствах в тексте песни»: «Давай делать „это“ всю ночь при лунном свете (Moonlight sunrise; Baby, let’s do it all night), / Я жажду твоей любви (I’ve been craving for your love)».
Радж Тану из NME, сопоставляя сингл с другими работами Twice, писал, что «Moonlight Sunrise» приходит на смену «The Feels», которая строится «на цветочных и ярких розовых тонах». Он добавил, что «теперь девушки [творят] в рамках более таинственного и расчётливого подхода». По словам Тану, «образ певиц теперь больше не ограничивается кокетством: девушки смело говорят о своих чувствах и стремятся сами творить и контролировать свои отношения». Подводя итог обозреватель писал, что несмотря на то, что песня явно уступает «захватывающей» «The Feels», а её звучание ощущается несколько «неуверенным», как будто, девушки будто только прощупывают почву. В песне, по мнению Тану, «прилизанный R&B» и синтезаторы захватывают вас полностью, заставляя слушать с особенным вниманием, что бы не пропустить ни секунды, но в припевах не чувствуется того самого обещанного пика удовольствия. Он добавляет, что девушки, с их уровнем вокала, могли бы показать больше своей уверенности и дать ожидаемый пик, например, в последнем припеве. В то же время, по его мнению, Twice всё ещё находятся в поисках своего оптимального звучания, а также «учатся на своих ошибках и исправляют их». В завершение Тану указал: «„Moonlight Sunrise“ дал нам лишь немного попробовать [стиль] – давайте посмотрим, как еще разовьётся их звучание на предстоящем мини-альбоме Our Youth».

## Коммерческий успех
«Moonlight Sunrise» дебютировал в чарте цифровых синглов-бестселлеров США Billboard на 3-м месте, обогнав «The Feels», который дебютировал в том же чарте на 5-м месте. Он вошёл в первую десятку чартов Японии, Новой Зеландии, Китайской Республики и Венгрии. Он также стал самой прослушиваемой песней Twice в Spotify, набрав 33 миллиона прослушиваний за 20 дней и обогнав «Talk That Talk» и «The Feels».
1 марта 2023 года группа выступила с «Moonlight Sunrise» на ежегодной премии Billboard Women in Music и была удостоена награды в категории «Прорывной артист» (англ. Breakthrough Artist), которую вручила Сабрина Карпентер. Twice стала первой южнокорейской группой, выигравшей эту награду.

## Список композиций
| №                   | Название            | Текст песни                                    | Музыка              | Аранжировка         | Длительность |
| ------------------- | ------------------- | ---------------------------------------------- | ------------------- | ------------------- | ------------ |
| 1.                  | «Moonlight Sunrise» | earattack Нина Анн Нельсон Каэди Далли Ли Ухён | earattack Ли Ухён   | earattack Ли Ухён   | 3:00         |
| Общая длительность: | Общая длительность: | Общая длительность:                            | Общая длительность: | Общая длительность: | 3:00         |

| №                   | Название                           | Текст песни                                    | Музыка              | Аранжировка         | Длительность |
| ------------------- | ---------------------------------- | ---------------------------------------------- | ------------------- | ------------------- | ------------ |
| 1.                  | «Moonlight Sunrise»                | earattack Нина Анн Нельсон Каэди Далли Ли Ухён | earattack Ли Ухён   | earattack Ли Ухён   | 3:00         |
| 2.                  | «Moonlight Sunrise (House remix)»  | earattack Нина Анн Нельсон Каэди Далли Ли Ухён | earattack Ли Ухён   | earattack Ли Ухён   | 3:38         |
| 3.                  | «Moonlight Sunrise (Club remix)»   | earattack Нина Анн Нельсон Каэди Далли Ли Ухён | earattack Ли Ухён   | earattack Ли Ухён   | 3:51         |
| 4.                  | «Moonlight Sunrise (R&B remix)»    | earattack Нина Анн Нельсон Каэди Далли Ли Ухён | earattack Ли Ухён   | earattack Ли Ухён   | 3:13         |
| 5.                  | «Moonlight Sunrise (Instrumental)» |                                                | earattack Ли Ухён   | earattack Ли Ухён   | 3:00         |
| Общая длительность: | Общая длительность:                | Общая длительность:                            | Общая длительность: | Общая длительность: | 16:43        |

## Участники записи
Вокал
Twice
- Пак Чжихё — вокал
- Им Наён — вокал
- Ю Чонён — вокал
- Хираи Момо — вокал, рэп
- Минатодзаки Сана — вокал
- Мёи Мина — вокал
- Ким Дахён — вокал
- Сон Чхэён — вокал, рэп
- Чжоу Цзыюй — вокал

Бэк-вокал
- София Пэ — бэк-вокал

Запись
- Гу Хёджин — звукозапись
- Лим Чанми — звукозапись

Цифровая обработка
- Ли Кёнвон — цифровое редактирование
- Ли Тэсоп — сведение
- Квон Наму — мастеринг
- Ли Ханыль — разработка объёмного звучания (иммерсивного микса)
- Чхве Чонхун — разработка объёмного звучания (иммерсивного микса)

Общее продюсирование
- earattack — слова, композиция, аранжировка, фортепиано, бас, ударные, сведение вокала, звукозапись
- Нина Энн Нельсон — слова, композиция
- Кэйди Далли — слова, композиция
- Ли Ухён — слова, композиция, аранжировка, фортепиано, бас, ударные

## Чарты
| Чарт (2023)                                | Высшая позиция |
| ------------------------------------------ | -------------- |
| Австралия (ARIA)                           | 36             |
| Гонконг (Billboard)                        | 22             |
| Малайзия (Billboard)                       | 19             |
| Филиппины (Billboard)                      | 11             |
| Китайская Республика (Billboard)           | 6              |
| Мир (Global 200)                           | 22             |
| Мир (Top 100 Music Videos, Youtube Music)  | 4              |
| США (Digital Songs, Billboard)             | 3              |
| США (Billboard Hot 100)                    | 84             |
| Вьетнам (Vietnam Hot 100)                  | 27             |
| Канада (Canadian Hot 100)                  | 62             |
| Венгрия (Single Top 40)                    | 6              |
| Япония (Japan Hot 100)                     | 5              |
| Великобритания (UK Indie, OCC)             | 31             |
| Великобритания (UK Singles Downloads, OCC) | 39             |
| Великобритания (UK Singles Sales, OCC)     | 39             |
| Япония (Oricon)                            | 7              |
| Новая Зеландия (RMNZ)                      | 4              |
| Сингапур (RIAS)                            | 11             |
| Республика Корея (Circle)                  | 152            |

## Награды
| Год  | Премия                     | Категория        | Результат |
| ---- | -------------------------- | ---------------- | --------- |
| 2023 | Women in Music (Billboard) | Прорывной артист | Победа    |

## История релиза
| Регион | Дата           | Формат                        | Версия                                  | Лейбл                     | Ист.          |
| ------ | -------------- | ----------------------------- | --------------------------------------- | ------------------------- | ------------- |
| Мир    | 20 января 2023 | Цифровая дистрибуция Стриминг | Сингл                                   | JYP Republic Warner Music | [ 56 ] [ 57 ] |
| Мир    | 24 января 2023 | Цифровая дистрибуция Стриминг | Релиз «Moonlight Sunrise (The Remixes)» | JYP Republic Warner Music | [ 5 ] [ 57 ]  |